# Фехервари, Альфред
Альфред Фехервари (венг. Fehérvári Alfréd), настоящая фамилия Гредингер (венг. Grédinger Alfréd; 18 ноября 1925 — 30 марта 2007) — венгерский футболист и футбольный тренер, выступавший на позиции полузащитника. Дед известного венгерского певца Габора Альфреда Фехервари, известного как Фредди.

## Биография
Начинал игровую карьеру в клубе «Кюне» города Мошонмадьяровар. Выступал за команды «МАВ-ДАК» и «Дьёри Вашаш ЭТО» из Дьёра, в составе «Дьёри ЭТО» сыграл 13 сезонов. В сезонах 1952 и 1953 годов финишировал с командой на 6-м месте. Несколько раз выходил на поле в составе второй сборной Венгрии по футболу, карьеру игрока завершил в 1960 году. В 1970—1972 годах был тренером клуба «Халадаш» из Сомбатхея, на этом посту провёл 67 матчей. Позже руководил школой детского футбола в клубе «Дьёри ЭТО».